# Samgymnasiet

SAM-gymnasiet var en gymnasieskola i Järfälla med adressen Mälarvägen 2. Skolan bildades vid uppdelandet av Jakobsbergs Gymnasium. Namnet grundades på att skolan enbart erbjöd Samhällsvetenskapsprogrammet men med ett antal inriktningar. Inriktningarna var internationell samhällsvetenskap, ekonomi, estetisk inriktning med bild/teater/musik, global inriktning och fotboll. Alla SAM-gymnasiets lokaler renoverades mellan 2001-2005. SAM-gymnasiet ändrade sedan under sommaren 2014 namn vid en sammanslagning med HTS-gymnasiet,Kvarngymnasiet  och hette därefter Mälargymnasiet med samma adress. Sedan den 1 juli 2016 så heter samtliga tidigare kommunala gymnasieskolor i Järfälla kommun numer Järfälla gymnasium.